# Poker fatal
Poker fatal (Double or Die) est le troisième livre de la série La Jeunesse de James Bond écrit par Charlie Higson. Il est paru en 2007.
James Bond avait décidé d'aborder sagement sa nouvelle année à Eton, mais voilà qu'une lettre codée le met sur la piste de dangereux criminels : le professeur Fairburn a été enlevé, et James a très exactement 48 heures pour le délivrer. Ce n'est pas seulement la vie du professeur qui est en jeu : quelque chose de plus grand se prépare.

## Résumé
Poker fatal commence par un prologue au cours duquel un professeur de mathématique d'Eton, Alexis Fairburn est enlevé aux alentours de décembre après avoir reçu une lettre de son ami Perterson mentionnant un certain « projet Nemesis ».
Quelques semaines plus tard, Nandra Priptal reçoit à Eton une lettre de ce dernier que le proviseur lui demande de lire, car il ne comprend pas la raison de son départ. James Bond est présent et la lettre est un au-revoir à Priptal, un membre de la société des cruciverbistes, un club de mots croisés dirigé par Fairburn. La lettre lui parait bizarre, mais il n'en parle pas au proviseur. Avec Bond, ils tentent de comprendre et ils aboutissent à un indice : « Résolvez les sept énigmes codées » (de la lettre). Cependant c'est Codrose, le recteur d'internat, qui a gardé la lettre en sa possession. Aidé de ses amis, Bond s'introduit dans les appartements de ce dernier et prend une série de photos de celle-ci et ensemble, ils commencent à tenter de résoudre les énigmes.
Priptal reçoit une lettre d'un certain Gordius, un confrère de Fairburn qui vient à Eton s'adresser le soir même à la société des cruciverbistes. Un indice de la lettre mène aussi au nom de Gordius. Lorsqu'il arrive, ils ne font pas de mots croisés mais jouent aux cartes. Bond pense que Gordius n'aime pas trop les enfants et plus étrangement les mots croisés non plus. Gordius propose de rendre le jeu plus intéressant en misant de l'argent et Bond joue, et gagne. Avant de partir, Gordius révèle son vrai nom : le professeur Ivar Peterson.
En sortant du club, Bond manque de peu de se faire écraser par une voiture conduite par un homme à l'allure d'un squelette. James Bond a remarqué que Gordius le prenait pour Luc Olivier, un membre du club n'existant pas mais inventé par Fairburn dans sa lettre pour faire une anagramme ; or Gordius ne devrait pas être au courant du contenu de la lettre. Bond décide alors de se rendre au Trinity College à Cambridge pour voir le vrai professeur Peterson, car il pense que Gordius n'est pas celui qu'il prétend. Alors qu'il cherche une excuse pour s'absenter d'Eton, son internat prend feu après qu'un homme squelettique a cambriolé les appartements de Codrose. Bond va partir en voiture avec Perry et dit à son recteur qu'il va soi-disant être hébergé chez le père de ce dernier.
L'un des indices de la lettre mène à l’œuvre de Robert Louis Stevenson, intitulé Enlevé ! et Bond comprend que c'est ce qui est arrivé à Fairburn ; un autre indice indique qu'il ne lui reste que peu de temps avant que ses ravisseurs ne l'amènent à l'étranger.
Arrivé à Cambridge, il se rend à Trinity College. Ivar Peterson n'a pas l'air d'être dans son bureau et Bond décide de s'y introduire discrètement pour trouver des indices. À l'intérieur, il trouve le corps de ce dernier : il est mort et ne ressemble pas à Gordius. Bond s'enfuit en volant au passage une lettre, une feuille avec un code en binaire et une photo. Dans la rue, il revoit Alan Turing, la personne qui l'avait accompagnée jusqu'au bureau de Peterson et il lui demande sur quoi le professeur travaillait. Ce dernier lui répond une « machine à différences » et Bond remarque qu'un grand homme squelettique s'approche d'eux. Il dit à Turing de prévenir la police pour le corps et se met à courir. Après avoir semé son poursuivant, il décide de regarder les indices pris dans le bureau de Peterson. La photo montre trois amis : Fairburn, Perterson et un certain John Charnage, aussi destinataire de la lettre.
Bond a été suivi par un complice, l'homme squelettique, et s'engage une course-poursuite en voiture. Bond sort de la route avec fracas et ses poursuivants, les frères Wolfgang et Ludwig (l'homme squelettique) Smith, le laissent pour mort. Après s'être évanoui Bond se réveille dans un hôpital où il décide de fuir avant l'arrivée de la police. À peine est-il sorti de l'hôpital qu'il remarque qu'il est suivi par quatre hommes ; il parvient à leur échapper en prenant un taxi et se rend chez Perry.
Les garçons décident de trouver John Charnage et de le rencontrer chez lui. L'homme qui se présente comme Charnage est Gordius, qui dit qu'il a été à Eton pour enquêter sur la disparition de son ami. Lorsqu’il s'absente pour téléphoner, Bond trouve la lettre volée à Codrose chez Charnage et ils décident de s'enfuir de la maison. De justesse ils y parviennent, et partent rejoindre Priptal.
Une fois réuni à l'église avec les autres garçons de Eton, des policiers font leur apparition pour mener leur enquête sur les récents événements. N'ayant rien trouvé ils repartent et Bond donne la feuille avec le code binaire à Priptal qui la décode. Cette dernière est en réalité un message de Fairburn à Peterson disant qu'il veut se retirer de Nemesis car John aurait « pactisé avec le diable » (en parlant de ses employeurs). Quelque chose au collège royal de chirurgie serait également à l'origine de tout cela.
Bond se rend au collège royal de chirurgie avec Perry et y trouve le cerveau conservé d'un célèbre mathématicien-inventeur : Charles Babbage, un nom qu'il avait déjà entendu de la bouche de Turing quand celui-ci lui avait dit que Perterson poursuivait les travaux de Babbage. James téléphone à Priptal qui lui explique sommairement qui était ce mathématicien et les machines qu'il avait imaginé, dont celle à différence. Bond et Perry partent maintenant pour le cimetière de Highgate qu'un indice de la lettre mentionnait.
Dans une crypte les garçons tombent sur un clochard nommé Théo qui y a élu domicile ; ils sont surpris car il pensait que c'était un mort avant qu'il ne se mette à bouger. Théo les aide à trouver l'endroit du cimetière qu'ils cherchent et ils y trouvent une lettre que Fairburn avait jeté par terre lors de son enlèvement. Cependant Wolfgang et Ludwig avec ses revolvers Apache font leur apparition. Théo intervient et le paye au prix de sa vie, mais son action donne aux garçons l'occasion de fuir.
Repérant la voiture des bandits durant sa fuite, Bond décide de s'introduire dans le coffre pour qu'il le mène droit à Fairburn. La lettre trouvée au cimetière raconte que Peterson a déjà commencé à travailler sur la machine de John et qu'il est lui aussi réticent vis-à-vis du destinataire de la machine. La voiture arrive à destination, une ex-usine nommée The Charnage Chemical Company. Après un rapide tour des environs, Bond retourne à la voiture et y met le feu. Quelques hommes sortent de l'usine : Les frères Smith, quelques cuisiniers chinois, Charnage et son major d'homme Deighton. Profitant de la diversion, Bond s'introduit dans le bâtiment.
Après avoir passé quelques portes, Bond se rend compte que l'usine dissimule en réalité un casino clandestin : le Paradice Club. À l'intérieur, James se fait appréhender par un homme qui veut qu'il mise pour lui à la roulette et gagne. Après sa victoire, Ludwig lui remet la main dessus et l'emmène voir Charnage à son bureau, où ils forcent Bond à boire du gin en grande quantité pour le faire mourir. Lorsque Charnage dit à Bond qu'il n'est pas une menace puisqu'il n'a même pas idée de pour qui il travaille, James se rappelant les énigmes de la lettre lui répond : Les Russes. À cette dernière réplique, une femme assise dans un coin du bureau réagit et Bond comprend qu'elle est l'employeur de Charnage.
À demi-inconscient à cause de l'alcool, les frères Smith transportent Bond sur le pont d'un bateau afin de le larguer par-dessus bord une fois loin du rivage. Grâce à un flacon de potassium subtilisé dans l'usine, Bond parvient à fuir en blessant ses agresseurs. Une fois à terre, il décide se rendre chez un vieil ami : Kelly le Rouge (voir Opération SilverFin).
Encore sous l'effet du gin, Bond perd connaissance sur la route et se réveille entouré par un gang de filles voulant le passer à tabac. Il est frappé jusqu’à ce que le Rouge n'arrive et demande à sa petite sœur Kelly Kelly d'arrêter. Après avoir fait les présentations, Bond raconte toute l'histoire depuis le début et prend un peu de repos.
Pendant ce temps Perry et Priptal retournent à Eton pour y résoudre une des énigmes. Le Rouge suggère que les malfrats risquent d'utiliser la voie maritime pour sortir la machine du pays, et Bond décide de se rendre aux Royal Docks où un cargo du nom de Amoras y est amarré, nom également évoqué par les énigmes des Fairburn. Bond et Kelly y vont par wagon via un ancien souterrain désaffecté et destiné à la base à la distribution du courrier ; le Rouge reste en arrière.
Les deux compères réussissent à s'introduire furtivement sur le bateau et James part l'explorer en détail seul. Dans une cale il trouve N.E.M.E.S.I.S. (Numerical Evaluating Mathematical Engine and Serial Intelligence), la machine à différence : elle fonctionne. Il y a aussi Alexis Fairburn. Bond parvient à le libérer et à sortir du navire avec Kelly et lui.
Peu de temps après leurs évasions, l'alerte est donnée dans le port et celui-ci est vite bouclé, ils décident alors de se cacher sur un paquebot désaffecté. Pendant ce temps sur l'Amoras, le colonel Irina Sedova, surnommée Babouchka, la femme qui était plus tôt dans le bureau de Charnage, fait tuer ce dernier par Ludwig.
Sur le paquebot, Fairburn apprend à Bond que Charnage, en échange de la machine, voulait refaire sa vie en Russie, loin de ses dettes de jeu (bien qu'il ait eu idée de se servir du calculateur pour tricher aux jeux de hasard) et que les Russes, eux, comptent s'en servir dans le cryptage et le décodage dans le domaine du renseignement militaire.
Dans leurs recherches, les hommes de Sedova investissent le bateau où les protagonistes ont trouvé refuges et les capturent. Cependant un groupe d'homme mené par le Rouge arrive dans le port et les libèrent. Bond décide de se rendre sur l'Amoras avec d'autres hommes pour détruire la machine.
Arrivés dans la cale du cargo, ils tombent sur Charnage, mourant, et qui a pour idée de faire exploser le bateau via la salle des machines. Sur son chemin, Bond croise Wolfgang et Ludwig qui décident d'engager le combat sur le navire en perdition. Bond parvient de justesse à s'enfuir vivant du bateau contrairement aux frères Smith et Charnage ; cependant, à terre, Kelly l'informe que Sedova a capturé Fairburn et Perry. Elle se trouverait dans le souterrain qui leur a servi pour entrer dans le port.
Bond s'engouffre alors dans le tunnel du « Pneumatique » avec le Rouge et sa sœur et retrouve Perry, seul, à une bifurcation. Les garçons décident de se séparer, et c'est alors que Kelly dépose un baiser sur les lèvres de James Bond. Avec Perry, Bond tombe sur Sedova et parvient à maitriser la situation, décidant cependant de la laisser partir.
Le roman s'achève sur un bref passage se déroulant 12 ans plus tard et où Bond est dans sa Bentley 4½ Litre (achetée grâce à l'argent du Paradice Club) et est chargé de ramener un analyste à Londres dans le cadre de son emploi dans le domaine de la défense. L'analyste n'est autre que Fairburn, et il y a aussi Alan Turing. Le premier ordinateur semi-programmable vient d'être construit.

## Charles Babbage et ses machines
À la fin du roman, Bond dit à Fairburn : « Pour tout vous dire, je n'ai jamais vraiment compris comment fonctionnait votre engin ni à quoi il pouvait servir. », la machine à différence n’étant expliqué que brièvement au cours du roman.
Charles Babbage (1791-1871) mathématicien inventeur du XIXe siècle, après s’être aperçu que les calculs fournis en navigation astronomique comportaient beaucoup d'erreurs, responsables, entre autres, de beaucoup d'accidents de navigation, entreprend de construire une machine qui pourrait exécuter le travail sans les fautes dues aux erreurs humaines. De 1819 à 1822, il construit la machine à différence. Cette dernière a pour but de calculer les polynômes en utilisant une méthode de calcul dite méthode différentielle. Le gouvernement britannique approuve le projet et lui accorde des fonds pour la construction de la machine à différences no 1, énorme appareil de 25 000 pièces et de plusieurs tonnes. Des difficultés techniques, le fait que Babbage modifiait perpétuellement la conception de son projet, et aussi peut être l'idée d'une nouvelle machine à calculer plus avancée ont fait que la construction de cette machine ne fut jamais terminée par Babbage.
La seconde machine imaginée par Babbage en 1834 est la machine analytique, l'ancêtre de l'ordinateur ; un appareil programmable sur cartes perforées, qui disposait d'une mémoire, d'une unité de calcul, d'une imprimante… Elle ne fut également jamais construite car les techniques de l'époque (roues dentées, leviers, tambours) étaient insuffisantes. Si elle avait été réalisée, elle aurait pu être la première machine Turing-complet (concept apparu à la suite de l'invention de la machine d'Alan Turing).
Pendant son travail sur la machine analytique, Babbage se rendit compte qu'il pouvait simplifier les plans de sa machine à différences. Entre 1847 et 1849, il dessina les plans de la machine à différences no 2. Cette nouvelle machine requérait 3 fois moins de pièces que la no 1, tout en offrant une puissance de calcul équivalente. Babbage n'essaya jamais de la construire.
En 1985, le musée des sciences de Londres entreprit de construire un exemplaire de la machine à différences no 2 avec les techniques et matériaux de l'époque, afin de célébrer le 200e anniversaire de Babbage en 1991 et c'est finalement en 2002 que la machine fut totalement achevée. Cet exemplaire est aujourd'hui exposé au musée des sciences de Londres, un second exemplaire a rejoint la collection privée de Nathan Myhrvold.

## Personnages principaux
- James Bond
- Alexis Fairburn (Alexei Fyodorov)
- Nandra Priptal
- Perry Mandeville
- John Charnage
- Wolfgang Smith
- Ludwig Smith
- Ivar Peterson
- Kelly le Rouge
- Kelly Kelly
- Irina Sedova (Babouchka)